# Сен-Себастьен-де-Морсан
Сен-Себастьен-де-Морсан (фр. Saint-Sébastien-de-Morsent — город  город на севере Франции, регион Верхняя Нормандия, департамент Эр, округ Эврё, кантон Эврё-1. Пригород Эврё, примыкает к нему с юго-запада, на левом берегу реки Итон.
Население (2018) — 5 646 человек.

## Экономика
Структура занятости населения:
- сельское хозяйство — 1,4 %
- промышленность — 13,7 %
- строительство — 2,1 %
- торговля, транспорт и сфера услуг — 16,1 %
- государственные и муниципальные службы — 66,6 %

Уровень безработицы (2017) — 11,2 % (Франция в целом — 13,4 %, департамент Эр — 13,4 %). 

Среднегодовой доход на 1 человека, евро (2018) — 21 950 (Франция в целом — 21 730, департамент Эр — 21 700).

## Демография
Динамика численности населения, чел.

## Администрация
Пост мэра Сен-Себастьен-де-Морсана с 2020 года занимает Флоранс Аге-Волькар (Florence Haguet-Volckaert). На муниципальных выборах 2020 года возглавляемый ею правый список победил в 1-м туре, получив 57,98 % голосов. 
| Период | Период | Фамилия             | Партия                             | Примечания |
| ------ | ------ | ------------------- | ---------------------------------- | ---------- |
| 1959   | 1989   | Габриэль Малар      | Объединение в поддержку Республики |            |
| 1989   | 2001   | Дидье Лаффеаш       | Социалистическая партия            |            |
| 2001   | 2014   | Серж Бонтам         | Союз за народное движение          |            |
| 2014   | 2020   | Брюно Груазло       | Разные правые                      |            |
| 2020   |        | Флоранс Аге-Волькар | Разные правые                      |            |